# Академическая гребля на летней Универсиаде 2013 — четвёрки (мужчины)
Соревнования среди четвёрок без рулевого по академической гребле среди мужчин на XXVII Всемирной Летней Универсиаде прошли с 6 июля по 8 июля.

## Призёры
| Золото                                                                             | Серебро                                                            | Бронза                                                               |
| Германия Янн-Эдцард Юнкманн Милан Джамбашевич Кай Рюкбродт Александр-Николас Эглер | Италия Симоне Феррарезе Симоне Мартини Маттия Боскелли Элия Салани | Россия Андрей Столяров Василий Степанов Михаил Белов Денис Никифоров |

## Результаты

### Предварительный этап
На предварительном этапе прошло 2 заезда. Лучшие команды в каждом заезде прошли в финал, остальные примут участие в утещительном заезде

#### Заезд 1
| Место | Команда  | Время   | 500 м   | 1000 м  | 1500 м  |
| ----- | -------- | ------- | ------- | ------- | ------- |
| 1     | Германия | 1:31.13 | 3:07.85 | 4:46.44 | 6:24.81 |
| 2     | Италия   | 1:32.72 | 3:11.99 | 4:56.85 | 6:43.82 |
| 3     | ЮАР      | 1:36.36 | 3:20.28 | 5:06.24 | 6:46.02 |
| 4     | Украина  | 1:37.62 | 3:24.99 | 5:09.17 | 6:48.20 |

#### Заезд 2
| Место | Команда | Время   | 500 м   | 1000 м  | 1500 м  |
| ----- | ------- | ------- | ------- | ------- | ------- |
| 1     | Россия  | 1:32.66 | 1:32.66 | 4:50.27 | 6:36.80 |
| 2     | Литва   | 1:33.86 | 3:14.49 | 5:01.25 | 6:51.79 |
| 3     | Китай   | 2:01.64 | 4:09.97 | 6:13.92 | 8:14.30 |

### Утешительный заезд
4 лучшие команды в утешительном заезде прошли в финал
| Место | Команда | Время   | 500 м   | 1000 м  | 1500 м  |
| ----- | ------- | ------- | ------- | ------- | ------- |
| 1     | Италия  | 1:39.11 | 3:23.09 | 5:14.89 | 7:05.59 |
| 2     | Литва   | 1:38.79 | 3:27.85 | 5:21.54 | 7:09.72 |
| 3     | ЮАР     | 1:40.78 | 3:30.93 | 5:24.40 | 7:12.29 |
| 4     | Украина | 1:42.95 | 3:32.99 | 5:26.49 | 7:14.02 |
| 5     | Китай   | 2:19.02 | 4:49.62 | 7:19.88 | 9:38.94 |

### Финал
| Место | Команда  | Время   | 500 м   | 1000 м  | 1500 м  |
| ----- | -------- | ------- | ------- | ------- | ------- |
| 1     | Германия | 1:33.95 | 3:12.04 | 4:50.61 | 6:27.51 |
| 2     | Италия   | 1:36.04 | 3:13.73 | 4:52.31 | 6:30.56 |
| 3     | Россия   | 1:34.88 | 3:15.37 | 4:57.51 | 6:37.01 |
| 4     | Литва    | 1:37.76 | 3:19.65 | 5:01.63 | 6:38.93 |
| 5     | ЮАР      | 1:38.17 | 3:21.49 | 5:04.08 | 6:42.74 |
| 6     | Украина  | 1:39.15 | 3:22.52 | 5:07.42 | 6:46.18 |